# Jim Washington
James H. "Jumpin Jimmy" Washington (nacido el 1 de julio de 1943 en Filadelfia, Pensilvania) es un exjugador de baloncesto estadounidense que disputó 11 temporadas en la NBA. Con 1,98 metros de estatura, jugaba en la posición de alero.

## Trayectoria deportiva

### Universidad
Jugó durante tres temporadas con los Wildcats de la Universidad Villanova, entre 1962 y 1965, en las que promedió 13,5 puntos y 14,0 rebotes por partido.

### Profesional
Fue elegido en la octava posición del Draft de la NBA de 1965 por St. Louis Hawks, donde únicamente jugó una temporada como suplente, consiguiendo promediar 5,9 puntos y 5,4 rebotes por partido. Al año siguiente entró en el draft de expansión, siendo elegido por los Chicago Bulls, que se hicieron con sus servicios. Allí, tras una primera temporada saliendo desde el banquillo, al año siguiente, en la temporada 1967-68 se hizo con el puesto de titular, consiguiendo gran popularidad al ser el primer Bull de la historia en promediar más de 10 rebotes por partido. Al año siguiente jugaría su temporada más completa, al promediar 14,0 puntos y 10,6 rebotes por noche.
Antes de comenzar la temporada 1969-70 fue traspasado a Philadelphia 76ers, donde tuvo menos transcendencia en el rebote al contar el equipo con un jugador como Billy Cunningham, pero donde continuó ocupando un puesto en el quinteto inicial durante los dos años y medio que allí pasó. Mediada la temporada 1971-72 fue traspasado a Atlanta Hawks, equipo en el cual, en sus dos temporadas completas en el mismo, promedió un doble-doble en puntos y rebotes.
Su rendimiento bajó notablemente en la temporada 1974-75, siendo traspasado mediada la misma a Buffalo Braves, donde tras jugar los 42 partidos restantes de la temporada y uno más de la siguiente, se retiró del baloncesto profesional. En el total de su carrera promedió 10,6 puntos y 8,6 rebotes por partido, ocupando un puesto entre los 100 mejores reboteadores de la historia de la NBA.

#### Estadísticas

##### Temporada regular
| Temp.   | Edad | Equipo       | Liga | P   | TIT | MIN  | TC  | TCA  | %TC  | 3P | 3PA | %3P | TL  | TLA | %TL  | R.OF. | R.DEF. | REB  | ASIS | ROB | TAP | PER | FP  | PTS  |
| 1965-66 | 22   | St. Louis    | NBA  | 65  |     | 17.0 | 2.4 | 6.0  | .402 |    |     |     | 1.0 | 1.8 | .567 |       |        | 5.4  | 0.7  |     |     |     | 2.7 | 5.9  |
| 1966-67 | 23   | Chicago      | NBA  | 77  |     | 19.2 | 3.3 | 7.8  | .417 |    |     |     | 1.1 | 2.1 | .553 |       |        | 6.1  | 0.7  |     |     |     | 2.4 | 7.7  |
| 1967-68 | 24   | Chicago      | NBA  | 82  |     | 30.8 | 5.1 | 11.2 | .457 |    |     |     | 2.3 | 3.3 | .682 |       |        | 10.1 | 1.4  |     |     |     | 2.8 | 12.5 |
| 1968-69 | 25   | Chicago      | NBA  | 80  |     | 33.8 | 5.5 | 12.8 | .430 |    |     |     | 3.0 | 4.5 | .677 |       |        | 10.6 | 1.3  |     |     |     | 2.8 | 14.0 |
| 1969-70 | 26   | Philadelphia | NBA  | 79  |     | 31.1 | 5.1 | 10.7 | .476 |    |     |     | 2.6 | 3.5 | .747 |       |        | 9.3  | 1.3  |     |     |     | 3.3 | 12.7 |
| 1970-71 | 27   | Philadelphia | NBA  | 78  |     | 32.1 | 5.1 | 10.6 | .476 |    |     |     | 3.3 | 4.4 | .762 |       |        | 9.6  | 1.2  |     |     |     | 3.3 | 13.4 |
| 1971-72 | 28   | TOTAL        | NBA  | 84  |     | 35.3 | 4.7 | 10.5 | .444 |    |     |     | 3.0 | 3.8 | .793 |       |        | 8.8  | 1.7  |     |     |     | 3.3 | 12.4 |
| 1971-72 | 28   | Philadelphia | NBA  | 17  |     | 32.1 | 4.0 | 9.2  | .436 |    |     |     | 3.2 | 3.9 | .821 |       |        | 7.9  | 1.5  |     |     |     | 3.5 | 11.2 |
| 1971-72 | 28   | Atlanta      | NBA  | 67  |     | 36.1 | 4.9 | 10.9 | .446 |    |     |     | 3.0 | 3.8 | .785 |       |        | 9.0  | 1.8  |     |     |     | 3.2 | 12.7 |
| 1972-73 | 29   | Atlanta      | NBA  | 75  |     | 37.8 | 4.1 | 9.5  | .432 |    |     |     | 2.2 | 3.0 | .728 |       |        | 10.7 | 2.3  |     |     |     | 3.4 | 10.4 |
| 1973-74 | 30   | Atlanta      | NBA  | 73  |     | 34.5 | 4.1 | 8.4  | .485 |    |     |     | 1.8 | 2.7 | .684 | 2.8   | 7.2    | 10.1 | 2.1  | 0.7 | 1.0 |     | 3.4 | 10.0 |
| 1974-75 | 31   | TOTAL        | NBA  | 80  |     | 19.7 | 2.4 | 5.3  | .454 |    |     |     | 0.8 | 1.2 | .667 | 1.4   | 3.5    | 4.9  | 1.4  | 0.4 | 0.3 |     | 2.1 | 5.6  |
| 1974-75 | 31   | Atlanta      | NBA  | 38  |     | 23.8 | 3.0 | 6.8  | .440 |    |     |     | 1.1 | 1.4 | .745 | 1.4   | 3.7    | 5.1  | 1.8  | 0.6 | 0.3 |     | 2.3 | 7.1  |
| 1974-75 | 31   | Buffalo      | NBA  | 42  |     | 16.0 | 1.8 | 3.9  | .475 |    |     |     | 0.5 | 0.9 | .553 | 1.4   | 3.3    | 4.7  | 1.0  | 0.3 | 0.3 |     | 1.9 | 4.2  |
| 1975-76 | 32   | Buffalo      | NBA  | 1   |     | 7.0  | 0.0 | 1.0  | .000 |    |     |     | 0.0 | 0.0 |      | 1.0   | 0.0    | 1.0  | 1.0  | 0.0 | 0.0 |     | 0.0 | 0.0  |
| Total   |      |              | NBA  | 774 |     | 29.3 | 4.2 | 9.4  | .449 |    |     |     | 2.1 | 3.0 | .705 | 2.1   | 5.2    | 8.6  | 1.4  | 0.5 | 0.6 |     | 2.9 | 10.6 |

##### Playoffs
| Temp.   | Edad | Equipo       | Liga | P  | MIN  | TCA | TC  | 3PA | 3P | TLA | TL  | R.OF. | REB | ASIS | ROB | TAP | PER | FP  | PTS | %TC  | %3P | %FT  | MIN  | PTS  | REB  | AST |
| 1965-66 | 22   | St. Louis    | NBA  | 4  | 6    | 2   | 4   |     |    | 0   | 0   |       | 3   | 0    |     |     |     | 2   | 4   | .500 |     |      | 1.5  | 1.0  | 0.8  | 0.0 |
| 1966-67 | 23   | Chicago      | NBA  | 3  | 58   | 6   | 16  |     |    | 2   | 4   |       | 5   | 8    |     |     |     | 11  | 14  | .375 |     | .500 | 19.3 | 4.7  | 1.7  | 2.7 |
| 1967-68 | 24   | Chicago      | NBA  | 5  | 205  | 38  | 85  |     |    | 10  | 15  |       | 75  | 10   |     |     |     | 15  | 86  | .447 |     | .667 | 41.0 | 17.2 | 15.0 | 2.0 |
| 1969-70 | 26   | Philadelphia | NBA  | 5  | 167  | 25  | 57  |     |    | 13  | 23  |       | 49  | 9    |     |     |     | 18  | 63  | .439 |     | .565 | 33.4 | 12.6 | 9.8  | 1.8 |
| 1970-71 | 27   | Philadelphia | NBA  | 7  | 216  | 27  | 61  |     |    | 26  | 36  |       | 48  | 10   |     |     |     | 24  | 80  | .443 |     | .722 | 30.9 | 11.4 | 6.9  | 1.4 |
| 1971-72 | 28   | Atlanta      | NBA  | 6  | 209  | 28  | 58  |     |    | 9   | 16  |       | 48  | 10   |     |     |     | 20  | 65  | .483 |     | .563 | 34.8 | 10.8 | 8.0  | 1.7 |
| 1972-73 | 29   | Atlanta      | NBA  | 6  | 226  | 19  | 48  |     |    | 5   | 17  |       | 60  | 14   |     |     |     | 19  | 43  | .396 |     | .294 | 37.7 | 7.2  | 10.0 | 2.3 |
| 1974-75 | 31   | Buffalo      | NBA  | 6  | 39   | 2   | 5   |     |    | 0   | 0   | 3     | 7   | 3    | 0   | 0   |     | 5   | 4   | .400 |     |      | 6.5  | 0.7  | 1.2  | 0.5 |
| Total   |      |              | NBA  | 42 | 1126 | 147 | 334 |     |    | 65  | 111 | 3     | 295 | 64   | 0   | 0   |     | 114 | 359 | .440 |     | .586 | 26.8 | 8.5  | 7.0  | 1.5 |